# Один фуанг (монета Камбоджи)
Один фуанг (также один хваунг) — устаревшая монета в Камбодже, равная 1⁄8 камбоджийского тикаля.

## История
Известны три типа монет номиналом 1 фуанг, чеканившихся в 1847 году в Камбодже. Два из них чеканились из биллона (низкопробного серебра), содержали очень упрощённое изображение хамсы (отличающееся наличием или отсутствием кружка в левой нижней части монеты) на аверсе и имели полностью гладкий реверс. Третий чеканился из серебра более высокой пробы, имел более детализированное изображение птицы на аверсе и изображение храма на реверсе.
Позже камбоджийский тикаль был постепенно вытеснен десятичным камбоджийским франком, и монета номиналом 1 фуанг была заменена монетой 50 сантимов.

## Характеристики монет
| Изображение    | Диаметр | Толщина | Масса  | Материал | Аверс            | Реверс               | Годы чеканки |
| -------------- | ------- | ------- | ------ | -------- | ---------------- | -------------------- | ------------ |
|                | 14 мм   |         | 1,47 г | биллон   | Хамса с кружком  | —                    | 1847         |
| Аверс · Реверс | 11 мм   |         | 1,5 г  | биллон   | Хамса без кружка | —                    | 1847         |
|                | 14 мм   |         |        | серебро  | Хамса            | Храм с тремя башнями | 1847         |